# Peliococcus loculatus
Peliococcus loculatus är en insektsart som beskrevs av Danzig 2001. Peliococcus loculatus ingår i släktet Peliococcus och familjen ullsköldlöss. Inga underarter finns listade i Catalogue of Life.